# Wildschur

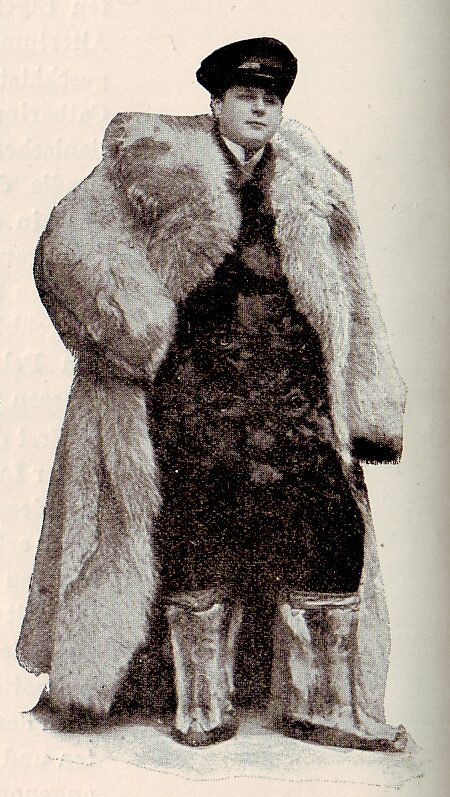
Mantel aus russischen Wolfsfellen, Paris um 1900

Eine Wildschur ist ein üppiger Pelzherrenmantel aus Wolfsfell, gelegentlich auch aus Bärenfell, die Haare nach außen getragen. Hierfür fanden vor allem Felle des langhaarigen russischen Polarwolfs, auch weißer Wolf genannt, Verwendung. Diese Pelze waren einst bei Schlittenfahrten, und in der Anfangszeit des Automobils auch dort, ein beliebter Kälteschutz.
Allerdings schwankt die Bedeutung in der Literatur und damit offenbar auch im Sprachgebrauch zwischen „Lendenschurz aus Fell“ und „grobem Reisemantel“ bis zu „feiner Pelzmantel“.

## Verwendung, Geschichte
Es war üblich, dass bei bestimmten Krankheiten den Patienten eine wärmende Wildschur „verordnet“ wurde. Georg Christoph Lichtenberg (1742–1799)  meinte, es wäre „ein Glück, wenn sie (die Ärzte) bloß Wildschuren verschrieben“.  Bei Joseph Victor von Scheffel (1826–1886) heißt es in „Frau Aventura“:

„Im Siechenstuhl dein Leib sich streckt,

froh, daß er in der Wildschur steckt.“

Neben der Verwendung als Reise-, Kutschen- und Krankenmantel wuchs der Wildschur auch die Aufgabe eines vornehmen Gesellschaftspelzes zu. Willibald Alexis (1798–1871) lässt im „Isegrimm“ von 1854 einen „hochgewachsenen Mann“ auftreten, „dessen mit Zobel besetzte Wildschur den vornehmen Herrn andeutete.“
Der Zobelbesatz deutet außerdem darauf hin, dass der Begriff Wildschur zeitweilig recht großzügig gebraucht wurde, hier wahrscheinlich für einen mit kräftigem Fell gefütterten Tuchmantel mit Zobelkragen, auf einem wuchtigen Wolfsmantel sähe er, trotz seines hohen Wertes, recht merkwürdig und ärmlich aus. Auch erwähnen Christian Fürchtegott Gellert (1715–1769), Friedrich Christian Laukhard (1758–1822) und Karl Immermann (1796–1840) „weiße“, „grüne“ und „purpurrote“ Wildschuren. Da solche mutigen Einfärbungen von Pelzen zu der Zeit nicht üblich waren, dürften hier ebenfalls pelzgefütterte Stoffmäntel oder vielleicht mit dem Leder nach außen getragene Pelze gemeint sein.
In der Regel wird der Begriff Wildschur jedoch den Reisemantel mit dem Pelz nach außen bezeichnet haben, den man, zum Beispiel bei Unwohlsein, bei großer Kälte schon einmal auch zuhause anstelle des pelzgefütterten Hausmantels oder im Büro anzog. Der oberösterreichische Mundartdichter Franz Stelzhamer (1802–1874) reimt:

„Doch besser wär's, du tätest hocken

bei uns in warmer Kanzelei,

trügst Wildschur auch und Wollensocken

und wärst ein gnäd'ger Herr dabei.“

Der offenbar verwandte Begriff „Witzschoura“ wird in einem Kürschnerei-Fachbuch aus dem Jahr 1914 erwähnt, für eine neue Art Pelzmantel, dessen ursprüngliche Idee aus Russland stammt. Das Urbild der Witzschoura müsse man sich als eine Barchentjacke denken, die außen mit Bär oder Wolf überzogen wurde. Erika Thiel schrieb in ihrer 1990 veröffentlichten „Geschichte der Mode“, dass die Bezeichnung Witzschoura 1808 für die in Paris erstmals aufgetauchten Pelzmäntel, ihrer russischen Herkunft wegen, verwandt wurde.
Als durch bessere Raumheizungen der Gebrauch der Wildschur unnötig wurde, geriet auch der Begriff in Vergessenheit. Der Manteltyp wurde zur Zeit der ersten, noch offenen Autos noch einmal stark nachgefragt, damit kam jedoch bereits die moderner klingende Bezeichnung Automobilistenmantel auf. Häufig war er jetzt aus dem meist günstigeren Waschbärfell gearbeitet. Amerikanische Collegestudenten entdeckten ihn für sich in den 1920/1930er Jahren, jedoch jetzt als Waschbär-Kurzmantel. Er galt als Statussymbol (raccoon-coat-collegiate fashion). Danach endete weitgehend auch eine Modeepoche für langhaarige Männerpelze überhaupt.

### Beschreibung der Herstellung einer Wildschur aus dem Jahr 1782

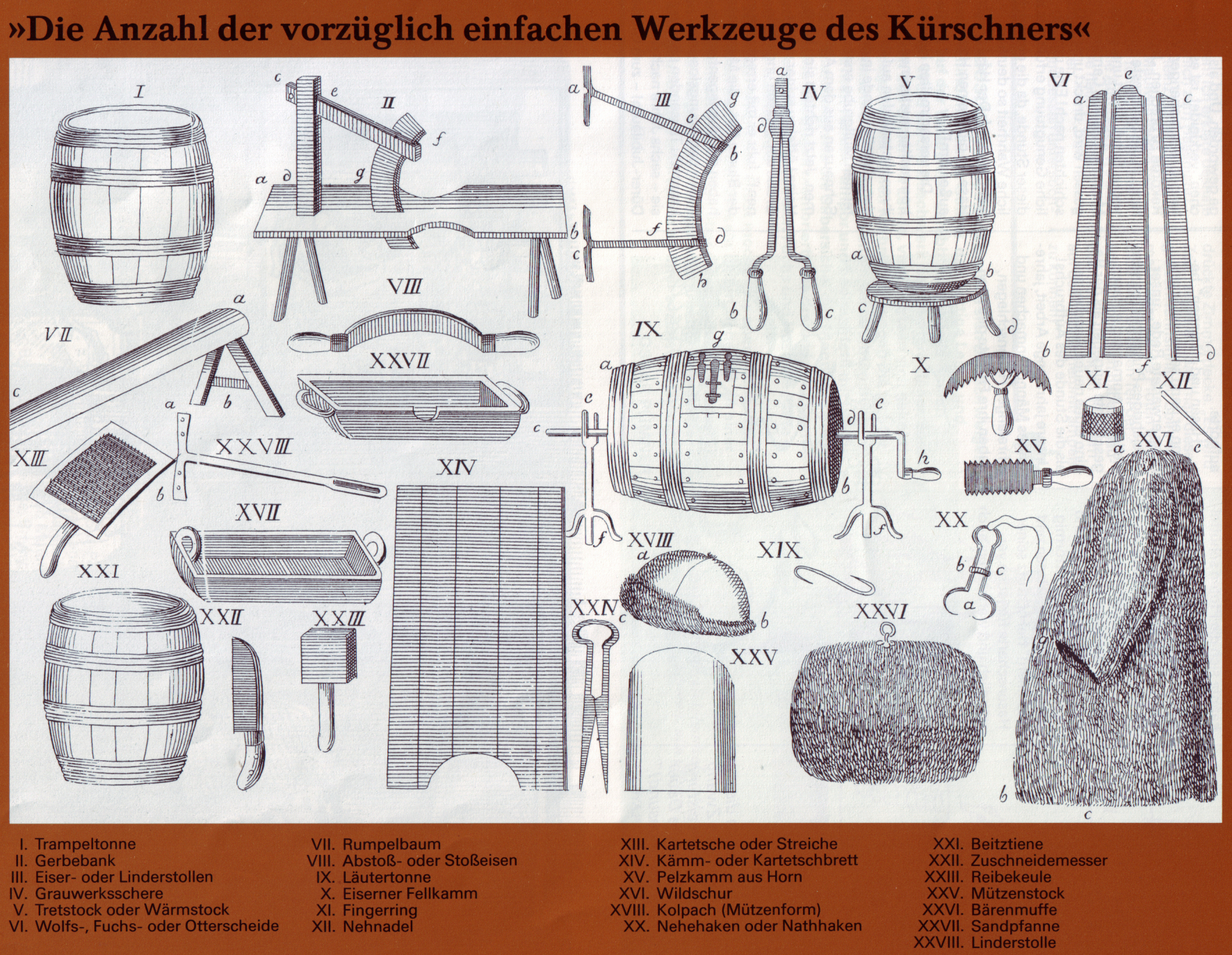
Unten rechts die beschriebene „Wildschur“

„Der Überzug oder eigentlich das Unterfutter ist gefärbte Ganzleinwand oder Barchent, so von dem Schneider zugeschnitten wird, und den Kürschner beim Zuschneiden des Pelzwerks gleichfalls leiten muß. Der Pelz so in diesem Fall auch Überzug genennet werden kann, ist gewöhnlich von Wolfshäuten, zuweilen aber auch von Bärenpelzen. Zu jedem der beyden Vordertheile a b c Fig. XVI. nimmt der Kürschner eine ganze Wolfshaut. Ist diese groß. so setzt er oben in a nur Köpfe mit einer überwendlichen Nath an; ist der Pelz aber klein, so muß oben eine halbe Haut auf vorgedachte Art angesetzt werden. Der Kopf der unteren Haut wird nemlich weggeschlagen, d. i. abgeschnitten und die vorgedachte halbe Haut muß an jene dergestalt angenehet werden, daß der Kopf oben fällt. Jeden Hintertheil a c d e schneidet der Kürschner gleichfalls aus einer ganzen Haut zu, und setzt oben Köpfe an. Die Ärmel f g schneidet er aus einem einzigen Pelze zu. Zwey Stücke sind hiebey noch zu bemerken. Erstlich müssen alle Theile der Wildschur dergestalt zugeschnitten werden, daß die Lige oder der Strich der Haare nicht hinauf, sondern hinab fällt, und das findet bei allen Pelzbekleidungsstücken statt. Denn die hinaufgehenden Haare würden sich leicht beim Tragen sträuben und aufrichten. Ferner werden zweytens alle Theile der Wildschur überwendlich zusammengenehet.“

## Etymologie

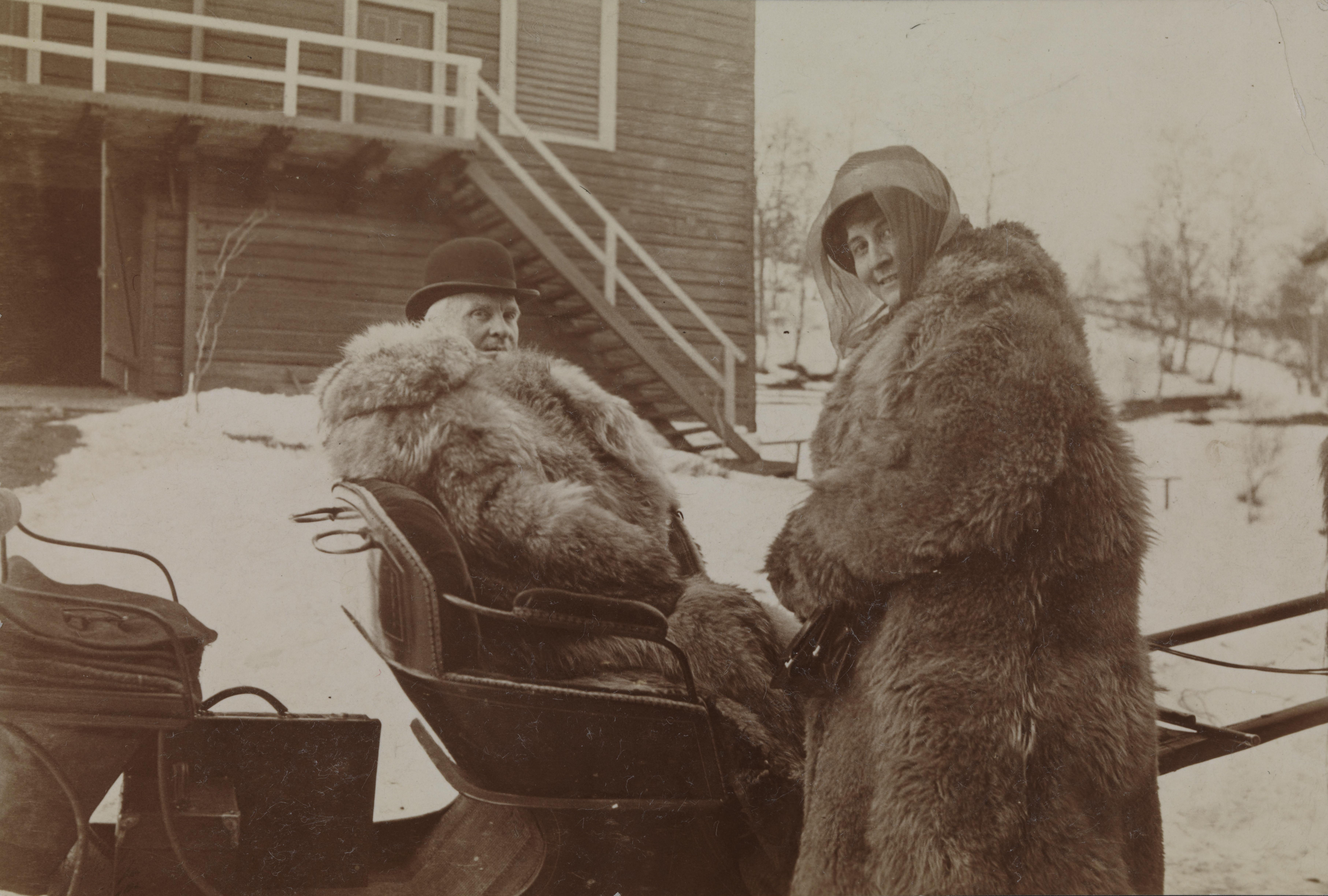
Eileen und Einar Bjørnson in Wolf-Wildschuren (um 1900)

Das Wort stammt aus dem Polnischen, wo es wilczura (wilˈt̯ʈ͡ʂura) heißt, abgeleitet von „wilk“ (pl., Wolf). So heißt es bei Karl Friedrich Kretschmann (1738–1799) noch entsprechend der ursprünglichen Bedeutung: „Den Tiger verarbeitet man zu Schabracken, der Bär muß Decken und Müffe geben, der Wolf Wildschuren, das Rhinozeros Kutschriemen.“
Wahrscheinlich war 1871 Karl Weigand der erste, der vermutete, dass das dem deutschen Sprachgefühl durchaus entsprechende Wort Wildschur ursprünglich nichts mit Wild und Schur zu tun hat. Bis dahin hatte offenbar niemand die deutsche Herkunft des Wortes bezweifelt. Um 1900 wird die Herkunft aus dem Polnischen von Ludwig Sütterlin im Deutschen Wörterbuch und von Friedrich Kluge in seinen etymologischen Wörterbüchern festgehalten und näher begründet.
Das polnische Ursprungswort scheint in einer weiteren abgewandelter Form noch einmal Eingang in die westeuropäische Mode Eingang gefunden zu haben, siehe dazu → Witgchouras. In einem Buch über Pelzmode ist eine „witzschoura“ aus dem Jahr 1810 abgebildet, die jedoch mit der Wildschur hier kaum etwas gemein hat. Die Dame trägt ein über die Hüften herabreichendes ärmelloses Cape, das mit Hermelinfell oder Hermelinimitat gefüttert und breit verbrämt ist. Andere Quellen leiten witzschoura als aus dem Russischen stammend ab, einen Pelzmantel bezeichnend.
Adelungs Wörterbuch zufolge lautet das Wort in der um 1300 gereimten Braunschweigischen Chronik in Leibnitzens Script. Th. 3, S. 116. B. 86, „Wintschur“. Bruno Schier stand diese Information 1950 offensichtlich nicht zur Verfügung. Er stellt fest, dass das Wort Wildschur recht jung sei, er nennt als erste Erwähnung die „Reise Sophiens von Memel nach Sachsen“  von Johann Timotheus Hermes (1738–1821). Da Hermes Ostdeutscher war und sein ganzes Leben dort verbrachte, nimmt Schier an, dass er damit ein speziell ostdeutsches Wort in das deutsche Schrifttum einführte.
Laut Duden ist es „volksetymologisch angelehnt an deutsch Wild u. Schur“.

## Weitere Bedeutung
Die Griechen berichteten unter dem Namen „Zeira“ (altgr.) von einem mantelartigen Überwurf der Thraker und Araber, der mit einem Gürtel zusammengehalten wurde. Auch dieses „Zeira“ wurde mit Wildschur übersetzt.